# سریموخی
سریموخی (زاده ۱۰ مه ۱۹۹۳) مجری و بازیگر تلویزیون هندی است که در فیلم‌ها و تلویزیون تلوگو کار می‌کند. او کار خود را به عنوان مجری تلویزیون آغاز کرد و اولین فیلم خود را با بازی در فیلم جولای (۲۰۱۲) انجام داد. سریموخی یکی از پردرآمدترین شخصیت‌های تلویزیون تلوگو است.
سریموخی در ۱۰ مه ۱۹۹۳ در نظام آباد در تلانگانا امروزی هند به دنیا آمد. او در فارغ‌التحصیل دندانپزشکی است.

## فیلم‌شناسی

### سینمایی
- همه فیلم‌ها به زبان تلوگو هستند، مگر اینکه خلاف آن ذکر شده باشد.

| سال  | فیلم                      | نقش                      | یادداشت‌ها                             | Ref.   |
| ---- | ------------------------- | ------------------------ | ------------------------------------- | ------ |
| ۲۰۱۲ | جولای                     | راجی راجانی              |                                       |        |
| ۲۰۱۲ | زندگی زیباست              | سونیا                    |                                       |        |
| ۲۰۱۳ | پریما ایشق کادال          | شانتی                    | اولین فیلم به عنوان بازیگر اصلی       |        |
| ۲۰۱۵ | اِتُتِکُم مدَیَنَای              | سارا                     | فیلم تامیلی                           |        |
| ۲۰۱۵ | چاندریکا                  | شلپا                     | فیلم دو زبان (کندهای و تلوگو)         | [ ۸ ]  |
| ۲۰۱۵ | دنالوکشمی تالپو تادی      | چتر                      |                                       | [ ۹ ]  |
| ۲۰۱۵ | آندرا پور                 | سوپنا                    |                                       | [ ۱۰ ] |
| ۲۰۱۶ | نونو سایلاجا              | سوچا                     |                                       |        |
| ۲۰۱۶ | ساویتری                   | بچه                      |                                       |        |
| ۲۰۱۶ | آقایون                    | نثیا                     |                                       |        |
| ۲۰۱۶ | مانالو اوکادو             |                          |                                       | [ ۱۱ ] |
| ۲۰۱۷ | بابو باگا مشغول           |                          |                                       | [ ۱۲ ] |
| ۲۰۲۱ | ۳۰ روزولو پرمینچادام ایلا | خودش                     | کمئو در آهنگ "او و او از آنجا گذشتند" |        |
| ۲۰۲۱ | عموهای دیوانه             | عزیزم                    |                                       | [ ۱۳ ] |
| ۲۰۲۱ | استاد                     | لشکمی/ خوش شانس          |                                       |        |
| ۲۰۲۳ | بهولا شانکار              | سریموخی بهترین دوست ماها |                                       |        |

### تلویزیون
| سال           | نمایش                                 | نقش        | یادداشت‌ها  | Ref.   |
| ------------- | ------------------------------------- | ---------- | ---------- | ------ |
| ۲۰۱۳          | آذر                                   | میزبان     |            | [ ۷ ]  |
| ۲۰۱۳          | ادورز ۲                               | میزبان     |            |        |
| ۲۰۱۴          | پول پول                               | میزبان     |            |        |
| ۲۰۱۵          | چهارمین جایزه فیلم بین‌المللی جنوب هند | میزبان     |            | [ ۱۴ ] |
| ۲۰۱۵          | مادر فوق‌العاده                        | میزبان     |            |        |
| ۲۰۱۵          | پتا                                   | میزبان     |            | [ ۱۵ ] |
| ۲۰۱۶          | قهرمانی سوپریال                       | میزبان     |            |        |
| ۲۰۱۷          | سوپر گلوکار ۹                         | میزبان     |            | [ ۶ ]  |
| ۲۰۱۸          | جوولا کاتاکا                          | میزبان     |            |        |
| ۲۰۱۸          | سطل زباله دو برابر دوز                | میزبان     |            |        |
| ۲۰۱۶          | "بایل چانس"                           | میزبان     |            |        |
| ۲۰۱۸          | شب‌های کمدی                            | میزبان     |            |        |
| ۲۰۱۹          | "بگ باس ۳"                            | شرکت کننده | دومین مقام | [ ۱۶ ] |
| ۲۰۱۷          | زِی سارگامپا                           | میزبان     |            |        |
| ۲۰۱۸          | زِی سرگامپا قهرمان کوچولو              | میزبان     |            |        |
| ۲۰۱۸          | رش طلا                                | میزبان     |            |        |
| ۲۰۱۹ تا حال   | شروع کردن موسیقی بارگذاری مجدد        | میزبان     |            | [ ۱۷ ] |
| ۲۰۲۰ - حال    | لیگ کبادی مشهور                       | میزبان     |            | [ ۱۸ ] |
| ۲۰۲۰ - حال    | بومما ادیرندی                         | میزبان     |            | [ ۱۹ ] |
| ۲۰۲۰          | "بگ باس ۴"                            | مهمان      |            |        |
| ۲۰۲۱          | ستاره‌های کمدی                         | میزبان     |            |        |
| ۲۰۲۱          | زِی ماهوتساوم                          | میزبان     |            |        |
| ۲۰۲۱          | سرافاناماسام وچنداما                  | میزبان     |            |        |
| ۲۰۲۱          | ستاره‌های کمدی                         | میزبان     |            |        |
| ۲۰۲۱          | آل برونداواناملو                      | میزبان     |            |        |
| ۲۰۲۱          | سوامی واری امبارالو                   | میزبان     |            |        |
| ۲۰۲۱          | "منتراً آشپز                           | میزبان     |            |        |
| ۲۰۲۲          | "ساره گاماً ستاره خواننده              | میزبان     |            |        |
| سال ۲۰۲۲- حال | نماد رقص                              | شریک مالک  |            |        |
| سال ۲۰۲۲- حال | آدیوارم با ستاره ما پاریوارم          | میزبان     |            |        |
| سال ۲۰۲۲- حال | آقای و خانم‌ها                         | میزبان     |            |        |
| سال ۲۰۲۲- حال | سارنگا داریا                          | میزبان     |            |        |
| ۲۰۲۲          | "بوب جودی"                            | میزبان     |            |        |
| ۲۰۲۳          | سوپر گلوکار ۳ (تلوگو)                 | میزبان     |            |        |